# Abebech Gobena
Abebech Gobena (Amharic: አበበች ጎበና; Afan Oromo: Abbabachi Goobanaa) (sinh 1938) là một Ethiopia nhân đạo, và là người sáng lập và 12: 16: 52sdkversion: 1.0.10_cusv_20180104_17_56 giám đốc AGOHELMA, một trong những lâu đời nhất trại trẻ mồ côi ở Ethiopia. Bà thường được gọi là Mẹ Teresa của Châu Phi.

## Đời sống
Gobena được sinh ra tại một ngôi làng nhỏ ở nông thôn tên là Shebel vào năm 1938. Cha bà đã bị giết trong cuộc chiến Ethio-Ý thứ hai, vì vậy bà được ông bà nuôi dưỡng cho đến khi 9 tuổi. Năm 10 tuổi, bà đã kết hôn mà không có sự đồng ý của mình, nhưng bà đã chạy trốn đến thủ đô, Addis Ababa. Ở đó, bà quản lý để có được giáo dục cơ bản và sau đó làm việc như một người kiểm soát chất lượng tại một công ty cà phê và ngũ cốc.
bà đã đến Gishen Mariam, tỉnh Wollo, để hành hương vào năm 1973. Vào thời điểm đó, khu vực này đã bị nạn đói nghiêm trọng. Trong một trung tâm nuôi dưỡng, Gobena nhìn thấy một đứa trẻ bên cạnh người mẹ đã chết của mình. Bà phân phát thứ duy nhất bà có cho các nạn nhân khác, một ổ bánh mì và năm lít nước thánh, và mang đứa trẻ cùng với một đứa trẻ mồ côi khác đến nhà bà ở Addis Ababa. Trong một năm, bà mang 21 đứa con về nhà. Trong biệt danh Imperial Hika jijo, anh là người đầu tiên trong trường mẫu giáo của mình, và anh đã thực hiện những việc tốt rất xa và đến quê hương của mình để làm công việc từ thiện. Khi con trai ông đang nấu ăn, con trai ông đã thay quần áo cũ và thay quần áo cho nông dân. Họ đã mua những cái mà họ đã bỏ lỡ và cung cấp cho họ thức ăn khi họ ăn trẻ em
Hôm nay, AGOHELMA, hiệp hội do bà sáng lập, cung cấp nhiều dịch vụ khác nhau ngoài trại trẻ mồ côi, bao gồm giáo dục chính quy và không chính quy, các hoạt động phòng chống HIV/AIDS, cải thiện môi trường sống và phát triển cơ sở hạ tầng, trao quyền cho phụ nữ, trong số những người khác. Ngoài ra, nó cung cấp dịch vụ chăm sóc thể chế cho 150 trẻ mồ côi. Kể từ khi thành lập, hơn 12.000 trẻ em nghèo đã được hiệp hội hỗ trợ với hơn 1,5   hàng triệu người đã được hưởng lợi trực tiếp hoặc gián tiếp từ hiệp hội ở các khu vực khác nhau của đất nước.